# Maria di Hohenzollern-Sigmaringen
Maria di Hohenzollern-Sigmaringen (nome completo  Marie Luise Alexandrine Karoline Prinzessin von Hohenzollern-Sigmaringen) (Sigmaringen, 17 novembre 1845 – Bruxelles, 26 novembre 1912) nata principessa di Hohenzollern-Sigmaringen, divenne contessa di Fiandra per matrimonio.

## Biografia

### Infanzia

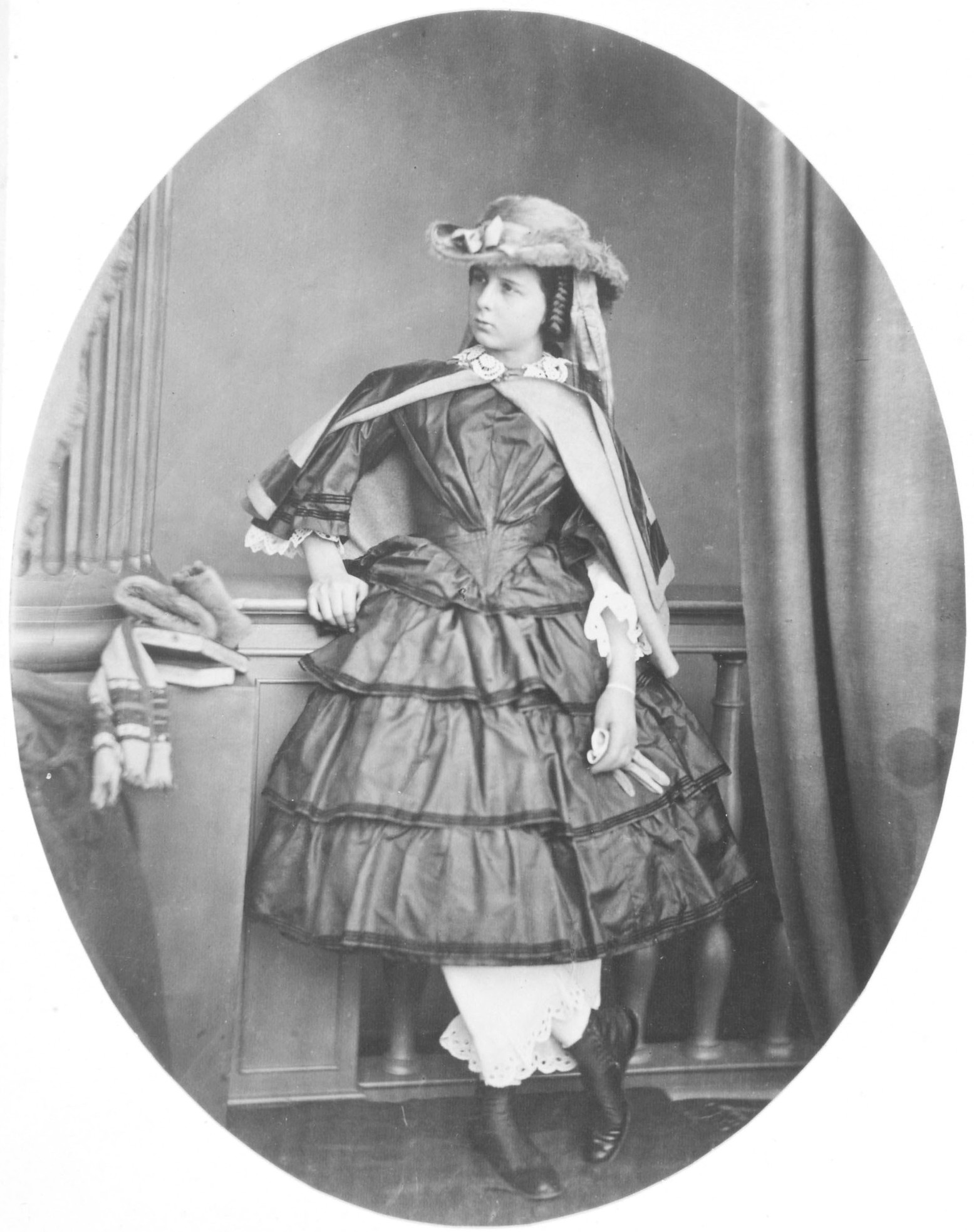
Maria all'età di tredici anni

Maria era un membro del ramo della famiglia Hohenzollern, i Sigmaringen, rimasto fedele alla religione cattolica.
Era figlia del principe Carlo Antonio di Hohenzollern-Sigmaringen e della principessa Giuseppina di Baden.
I suoi nonni paterni erano il principe Carlo di Hohenzollern-Sigmaringen e la principessa Maria Antonietta Murat; quelli materni il granduca Carlo II di Baden e la granduchessa Stefania di Beauharnais, a sua volta figlia adottiva di Napoleone Bonaparte.

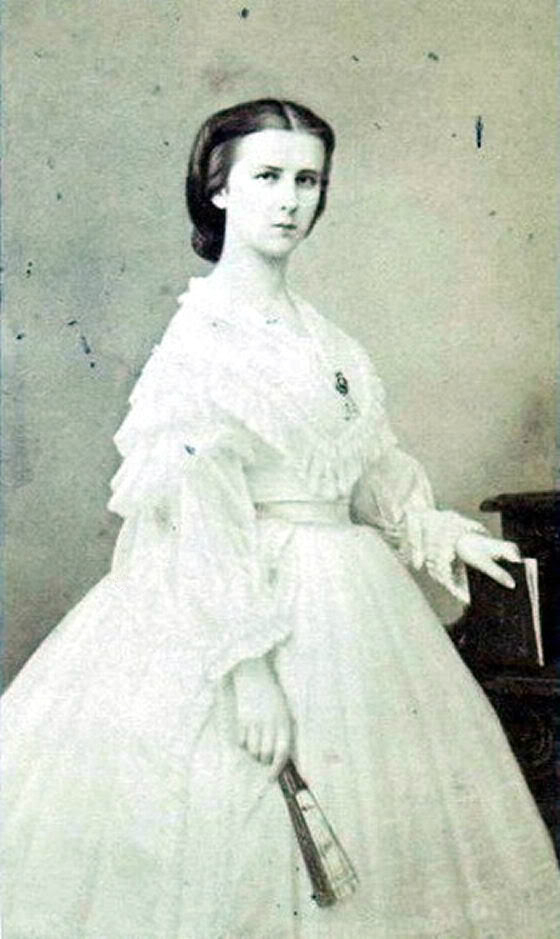
Maria di Hohenzollern in giovane età

Secondo la leggenda Maria dovrebbe essere nipote del famosissimo Kaspar Hauser, presunto fratello maggiore di sua madre fatto rapire da bambino e allevato sotto falso nome, la cui vicenda ispirò numerosi scrittori e giornalisti dell'epoca.
Maria trascorse la sua infanzia nell'atmosfera austera del castello di Sigmaringen, ricevendo un'educazione molto severa.

### Matrimonio

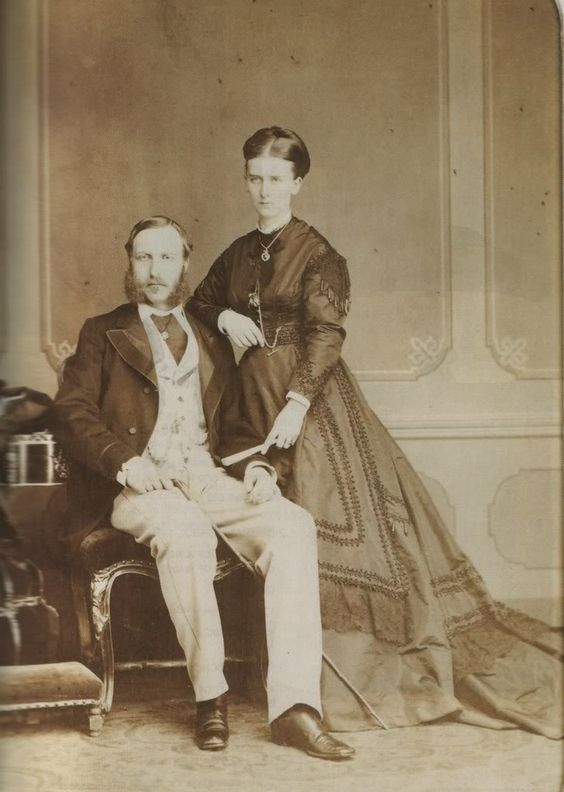
Filippo del Belgio, conte delle Fiandre e Maria

Sposò il 25 aprile del 1867 a Berlino, il principe Filippo del Belgio, conte delle Fiandre, figlio cadetto del re Leopoldo I del Belgio e della sua seconda moglie, la regina Luisa d'Orléans e fratello del re Leopoldo II.
La promotrice di questa unione fu la regina Vittoria d'Inghilterra, cugina in primo grado di Filippo.
La coppia si stabilì al palazzo di Rue de la Regence, nel pieno centro di Bruxelles, vicino al Palazzo reale.
Il re Leopoldo II e la regina Maria Enrichetta perdettero il loro unico figlio maschio nel 1869, quando il bambino aveva dieci anni, e, avendo solo altre tre figlie, furono il conte Filippo e Maria ad assicurare l'avvenire della dinastia belga. 

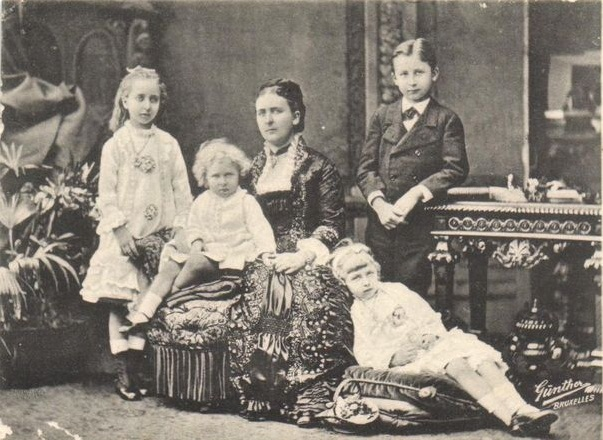
Maria di Hohenzollern-Sigmaringen fotografata con i figli in tenera età

Il re Leopoldo II infatti aveva deciso che solo i figli maschi potevano ereditare la corona.
Fu designato erede Baldovino, figlio primogenito dei Conti di Fiandra e, alla morte di questo, il loro figlio cadetto Alberto, che divenne erede legittimo alla morte del padre avvenuta nel 1905 e re alla morte dello zio nel 1909.
Maria, per tutto il tempo che visse in Belgio, sostenne finanziariamente numerose opere di carità.
I Conti di Fiandra con la nipote Clementina sostituirono ufficialmente, per moltissimi anni, il ruolo lasciato vacante dalla regina Maria Enrichetta, ritiratasi fuori dalla corte, nella città di Spa.

### Morte

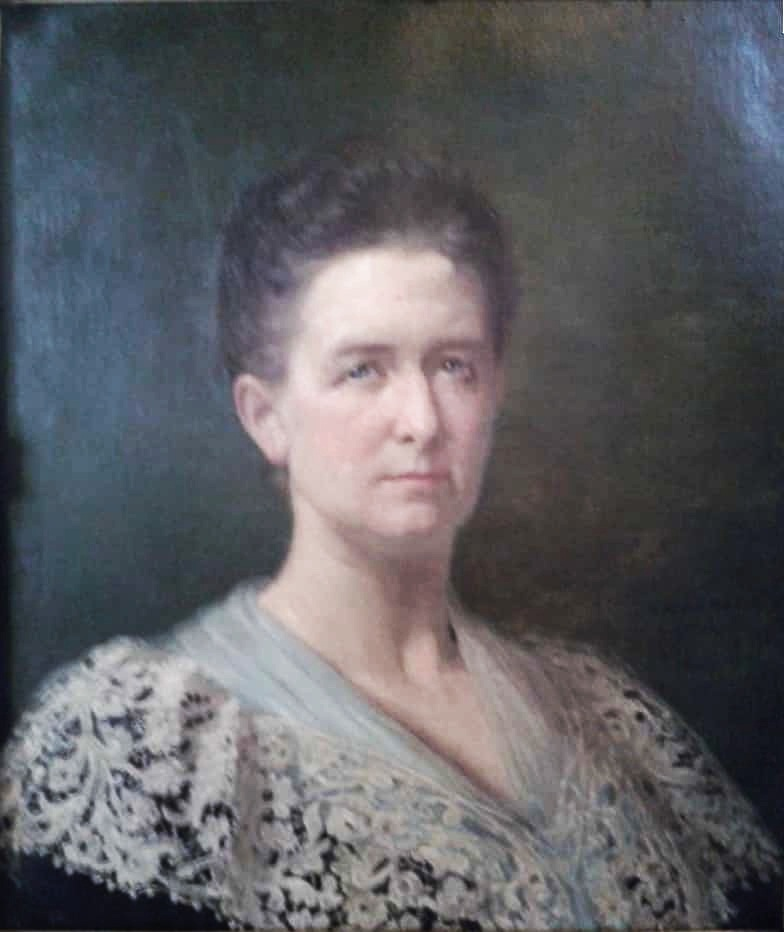
Madame la Contessa di Fiandra ritratta in tarda età da Ernest Blanc-Garin

Morì il 26 novembre del 1912 nella sua residenza di Bruxelles ed è inumata nella Cripta Reale della chiesa di Nostra Signora di Laeken.
Fu molto dotata per il disegno e la pittura e lasciò numerose e apprezzate acqueforti e puntesecche. In gioventù studiò con Jacobsen, che fu allievo di Mücke, mentre in Belgio si perfezionò con Van der Hecht.
Fu presidentessa onoraria degli acquafortisti e degli incisori del Belgio, incoraggiando la ripresa di questa tecnica dimenticata.

## Discendenza

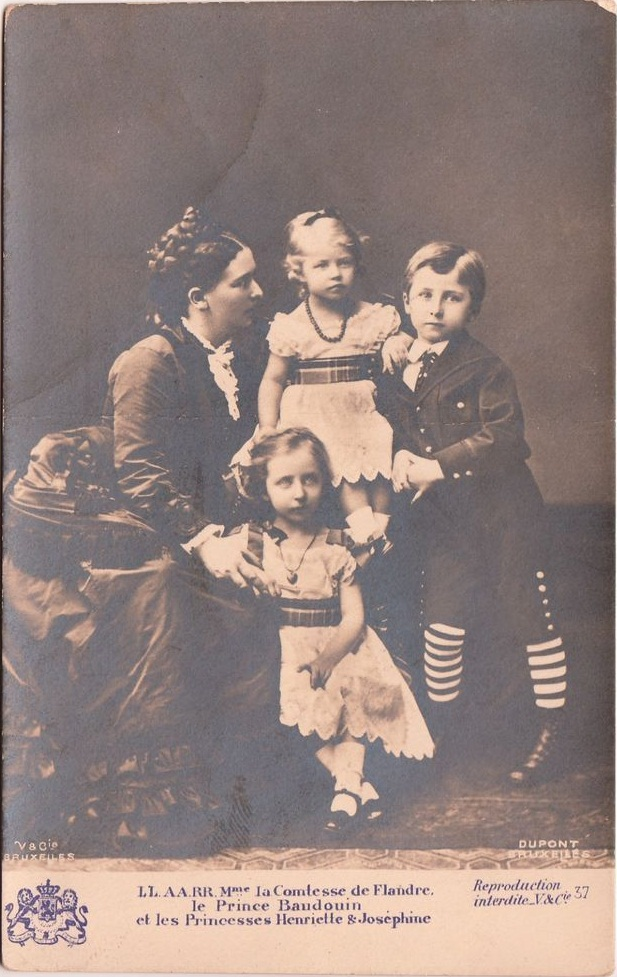
Maria di Hohenzollern-Sigmaringen con i figli

Dal matrimonio tra Filippo del Belgio, conte delle Fiandre e Maria nacquero cinque figli:
- Baldovino, nato a Bruxelles il 3 giugno 1869 e morto a Bruxelles il 23 gennaio 1891;
- Enrichetta, nata a Bruxelles il 30 novembre 1870 e morta a Sierre il 29 marzo 1948; sposò il 12 febbraio 1896 Emanuele d'Orléans (1872-1931) duca di Vendôme;
- Giuseppina, nata a Bruxelles il 30 novembre 1870 e morta a Bruxelles il 18 gennaio 1871;
- Giuseppina, nata a Bruxelles il 18 ottobre 1872 e morta a Namur il 6 gennaio 1958; sposò il 28 maggio 1894 il principe Carlo Antonio di Hohenzollern-Sigmaringen (1868-1919);
- Alberto, nato a Bruxelles l'8 aprile 1875 e morto a Marche-les-Dames il 17 febbraio 1934, futuro re dei belgi dal 1909 al 1934, con il nome di Alberto I; sposò il 2 ottobre 1900 la duchessa Elisabetta Gabriella in Baviera (1876-1965).

## Ascendenza
|                                           |                      |                                                    | Genitori                                          |  |  | Nonni |  |  | Bisnonni                                  |  |  | Trisnonni                                  |  |
|                                           |                      |                                                    |                                                   |  |  |       |  |  | Antonio Luigi di Hohenzollern-Sigmaringen |  |  | Carlo Federico di Hohenzollern-Sigmaringen |  |
|                                           |                      |                                                    |                                                   |  |  |       |  |  | Antonio Luigi di Hohenzollern-Sigmaringen |  |  | Carlo Federico di Hohenzollern-Sigmaringen |  |
|                                           |                      | Giovanna di Hohenzollern-Berg                      |                                                   |  |  |       |  |  | Antonio Luigi di Hohenzollern-Sigmaringen |  |  |                                            |  |
| Carlo di Hohenzollern-Sigmaringen         |                      |                                                    |                                                   |  |  |       |  |  | Antonio Luigi di Hohenzollern-Sigmaringen |  |  |                                            |  |
|                                           |                      | Amalia Zefirina di Salm-Kyrburg                    | Filippo Giuseppe di Salm-Kyrburg                  |  |  |       |  |  |                                           |  |  |                                            |  |
|                                           |                      | Amalia Zefirina di Salm-Kyrburg                    | Filippo Giuseppe di Salm-Kyrburg                  |  |  |       |  |  |                                           |  |  |                                            |  |
|                                           |                      | Amalia Zefirina di Salm-Kyrburg                    | Maria Theresa di Hornes                           |  |  |       |  |  |                                           |  |  |                                            |  |
| Carlo Antonio di Hohenzollern-Sigmaringen |                      | Amalia Zefirina di Salm-Kyrburg                    |                                                   |  |  |       |  |  |                                           |  |  |                                            |  |
|                                           |                      | Pierre Murat                                       | Pierre Murat                                      |  |  |       |  |  |                                           |  |  |                                            |  |
|                                           |                      | Pierre Murat                                       | Pierre Murat                                      |  |  |       |  |  |                                           |  |  |                                            |  |
|                                           |                      | Pierre Murat                                       | Jeanne Loubières                                  |  |  |       |  |  |                                           |  |  |                                            |  |
| Maria Antonietta Murat                    |                      | Pierre Murat                                       |                                                   |  |  |       |  |  |                                           |  |  |                                            |  |
|                                           |                      | Louise d'Astorg                                    | Aymeric d'Astorg                                  |  |  |       |  |  |                                           |  |  |                                            |  |
|                                           |                      | Louise d'Astorg                                    | Aymeric d'Astorg                                  |  |  |       |  |  |                                           |  |  |                                            |  |
|                                           |                      | Louise d'Astorg                                    | Marie Alanyou                                     |  |  |       |  |  |                                           |  |  |                                            |  |
| Maria di Hohenzollern-Sigmaringen         |                      | Louise d'Astorg                                    |                                                   |  |  |       |  |  |                                           |  |  |                                            |  |
|                                           | Carlo Luigi di Baden | Carlo I di Baden                                   |                                                   |  |  |       |  |  |                                           |  |  |                                            |  |
|                                           | Carlo Luigi di Baden | Carlo I di Baden                                   |                                                   |  |  |       |  |  |                                           |  |  |                                            |  |
|                                           | Carlo Luigi di Baden | Carolina Luisa d'Assia-Darmstadt                   |                                                   |  |  |       |  |  |                                           |  |  |                                            |  |
| Carlo II di Baden                         | Carlo Luigi di Baden |                                                    |                                                   |  |  |       |  |  |                                           |  |  |                                            |  |
|                                           |                      | Amalia d'Assia-Darmstadt                           | Luigi IX d'Assia-Darmstadt                        |  |  |       |  |  |                                           |  |  |                                            |  |
|                                           |                      | Amalia d'Assia-Darmstadt                           | Luigi IX d'Assia-Darmstadt                        |  |  |       |  |  |                                           |  |  |                                            |  |
|                                           |                      | Amalia d'Assia-Darmstadt                           | Carolina del Palatinato-Zweibrücken-Birkenfeld    |  |  |       |  |  |                                           |  |  |                                            |  |
| Giuseppina di Baden                       |                      | Amalia d'Assia-Darmstadt                           |                                                   |  |  |       |  |  |                                           |  |  |                                            |  |
|                                           |                      | Conte Claude II de Beauharnais des Roches-Baritaud | Conte Claude I de Beauharnais des Roches-Baritaud |  |  |       |  |  |                                           |  |  |                                            |  |
|                                           |                      | Conte Claude II de Beauharnais des Roches-Baritaud | Conte Claude I de Beauharnais des Roches-Baritaud |  |  |       |  |  |                                           |  |  |                                            |  |
|                                           |                      | Conte Claude II de Beauharnais des Roches-Baritaud | Maria Anna Francesca Mouchard                     |  |  |       |  |  |                                           |  |  |                                            |  |
| Stefania di Beauharnais                   |                      | Conte Claude II de Beauharnais des Roches-Baritaud |                                                   |  |  |       |  |  |                                           |  |  |                                            |  |
|                                           |                      | Claudine de Lézay-Marnésia                         | Marchese Claude de Lézay-Marnézia                 |  |  |       |  |  |                                           |  |  |                                            |  |
|                                           |                      | Claudine de Lézay-Marnésia                         | Marchese Claude de Lézay-Marnézia                 |  |  |       |  |  |                                           |  |  |                                            |  |
|                                           |                      | Claudine de Lézay-Marnésia                         | Marie-Claudine de Nettancourt-Vaubécourt          |  |  |       |  |  |                                           |  |  |                                            |  |
|                                           |                      | Claudine de Lézay-Marnésia                         |                                                   |  |  |       |  |  |                                           |  |  |                                            |  |